# Pi-Hahirot
 (mai 2019).
Si vous disposez d'ouvrages ou d'articles de référence ou si vous connaissez des sites web de qualité traitant du thème abordé ici, merci de compléter l'article en donnant les références utiles à sa vérifiabilité et en les liant à la section « Notes et références ».

Pi-hahiroth (פִּי הַחִירֹת) est un toponyme présent dans le Livre de l'Exode. Il désigne l'endroit où les Israélites ont établi leur campement dans l'attente d'une attaque imminente par Pharaon avant le passage de la mer Rouge.
Plusieurs traductions du toponyme ont été proposées et plusieurs localisations en rapport : une traduction du nom hébreu serait « Bouche du Hiroth » où le terme « Hiroth » ferait référence à un canal ou bien à un bras du Nil, ou bien un lac. Cela pourrait impliquer une localisation au nord ou au nord-est d'Ismaïlia.
Une autre traduction indique un « lieu où poussent les roseaux », et d'autres localisations ont été avancées en conséquence. Certains commentateurs y ont vu une allusion à un lieu marécageux et donc une localisation plus probable au nord de Suez. D'autres localisations proposées sont près d'Ajrud, une forteresse entre Etham et Suez. Le consensus se fait néanmoins sur le fait que si Pi-Hachiroth est un lieu historique, il devait être proche de l'Égypte.
Selon la Aggada, Pi-Hachiroth équivaut à Pi-Tum.